# Kaluka
Kaluka es una aldea del municipio de Rõuge, en el condado de Võru, Estonia, con una población censada a final del año 2011 de 0 habitantes. 
Se encuentra ubicada al sur del condado, cerca del Suur Munamägi —el punto más alto del país, con 318 m—, del lago Rõuge Suurjärv y de la frontera con Letonia y Rusia.